# El Correo de Andalucía
El Correo de Andalucía es un periódico digital de Sevilla. Fue fundado en 1899 por el cardenal beato Marcelo Spínola. En 2018 dejó de publicarse en papel, manteniendo una página web, que fue relanzada en 2024 por el grupo editorial Prensa Ibérica.

## Historia

### Orígenes de la "Buena Prensa"
A finales del siglo XVIII tuvieron lugar las revoluciones liberales, que dieron comienzo a la secularización de la política y de la sociedad europea. En esa época se creó en Italia la Amizia Cattolica, destinada a la difusión de libros escritos desde una perspectiva católica, que, a comienzos del siglo XIX, pasó a estar dirigida por seglares.
El directorio revolucionario francés derivó en el gobierno de Napoleón. Con el fin de Napoleón, en 1816, la Iglesia católica comenzó un proceso de misiones en Europa que tuvo un éxito particular en Burdeos, Lyon y Bélgica. La Iglesia decidió dar mayor protagonismo a los laicos en el apostolado en el ámbito urbano. En 1824 un grupo con sedes en Burdeos, Grenoble y Turín creó la Sociedad Católica de los Buenos Libros. Con esta se pretendía editar libros acordes al pensamiento católico para contrarrestar a la prensa antirreligiosa. Los católicos descubrieron que un periódico podía ser más eficaz que los libros y los folletos.
En esta línea, en 1819 Antonio Rosmini creó la Societá degli Amici, que se extendió por Lombardía y el Véneto. Años después se crearían en Francia una serie de publicaciones cristianas como el periódico L'Univers (1833), la revista Annales de Philosophie Chretiénne (1830), la revista Université Catholicé (1836), etc. En 1873 los agustinos (con protagonismo de P. Vicent de Paul Bailly) crearán en Francia la Maison de la Bonne Presse (Casa de la Buena Prensa), que fundó las revistas Lé Pélerin, La Croix, Semaine Litteraire, Causeries du Dimanche, L'Almanach, etc. La Bonne Presse fue una referencia para los católicos españoles, que a partir de la década de 1870 llamarían "Buena Prensa" a las publicaciones católicas.
En 1882 el papa León XIII publicó la encíclica Cum multa, donde se hacían algunas apreciaciones sobre la posición de la iglesia hacia el periodismo, y en 1890 la encíclica Ab apostolici solii, se refirió a la prensa católica como medio de moralizar a la población. En esta línea, en 1894 el cardenal Ciriaco Sancha y Hervás fundó a Asociación de Nuestra Señora para los Buenos Libros y la Prensa Católica.
En España se daba la paradoja de que muchos católicos consumían habitualmente periódicos cuyas líneas editoriales no coincidían con las de la Iglesia católica.

Que todos esos periódicos que tantos estragos causan con sus artículos, sus folletines, sus noticias y sus escándalos, combatiendo a la autoridad de la Iglesia, violando la ley del descanso dominical, sirviendo los intereses de empresas y políticas endiabladas; estuvieses pagados y sostenidos por impíos, llamense materialistas, masones o judíos, me lo explico perfectamente y está dentro de la más escueta lógica. Pero que, por el contrario, sean los católicos los que dan vida a esa prensa, cosa es que pugna con todo buen sentido y lógica, y que clama al cielo. Y así es la verdad, y tan completa y desconsoladora que, si de las listas de los subscriptores de El Liberal, El Imparcial, El Heraldo, La Correspondencia, etc., se suprimiesen los que quieren que se les entienda y considere como católicos, estos periódicos fracasarían. [...] Es decir, que la prensa católica muere por plétora de católicos. [...] Antes que todas las necesidades de la vida cristiana, antes aún que al esplendor del culto y a las empresas de caridad, hay que atender a la suprema necesidad del periodismo católico.
Los malos periódicos. El Apostolado de la Prensa. 1896

### Beato Marcelo Spínola
Marcelo Spínola había sido obispo de Coria. Posteriormente, pasó a ser obispo de Málaga y luego arzobispo de Sevilla. En 1891, encontrándose en su sede malagueña, escribió:

Hay diversas clases de periódicos. Los unos son noticieros, y satisfacen una necesidad y una flaqueza nuestra; [...] Muchos otros son políticos, pues la politicomanía es una de las enfermedades del siglo [...]. Otros son de intereses puramente materiales, ocupándose en las cuestiones que a la producción, desarrollo y distribución de la riqueza se refieren, ya en orden determinado de asuntos: ya en general. Algunos, en fin, científicos y literarios, estudian los problemas que la ciencia moderna plantea y se jacta de resolver. [...] Ninguno de estos periódicos puede reputarse perjudicial, habida consideración solo a la materia de sus trabajos. [...] Teniendo en cuenta todo lo que he expuesto queda la máxima o principio de que deben reputarse prohibidos, sino por las reglas del Índice, a lo menos por el derecho natural y el eclesiástico común, todos los escritos contrarios a la Religión y a las buenas costumbres, cualquiera puede fácilmente conocer, sin necesidad de que proceda un especial decreto de su propio Prelado, cuáles son los periódicos con los que ha de vivir en perpetuo entredicho, porque sin incurrir en culpa más o menos grave no le es lícito ni abrirles las puertas de su hogar, ni contribuir a su publicación, ni aun si quiera leerlos.
Instrucciones sobre la lectura de periódicos. Málaga, 22 de agosto de 1891, Boletín Oficial del Obispado.

Marcelo Spínola será nombrado arzobispo de Sevilla en 1895, donde se reúne con el magistral de la catedral, José Roca y Ponsa, el periodista católico Rafael Sánchez Arraiz, el canónigo Modesto Abín y Pinedo y con el sacerdote Tarín para fundar un periódico. El nombre del periódico sería El Correo de Andalucía. Ese nombre ya lo había tenido un periódico malagueño fundado por Ramón Franquelo Martínez en 1851. El Correo de Andalucía salió a la venta por primera vez el 1 de febrero de 1899. Como él mismo escribió en su primer editorial, no se trataría de un periódico consagrado a la información exclusivamente religiosa, sino sobre todo noticiero, con información local, regional y nacional. Darían noticias de agricultura, comercio, ciencia, arte y política. El primer director del diario sería Rafael Sánchez Arraiz. Sánchez Arraiz había sido director del Diario de Sevilla, que era un periódico carlista (no confundir con el Diario de Sevilla actual, fundado en 1991).
El 1 de febrero de 1899 el arzobispo escribió:

Ni un solo trabajo, ni una sola línea, ni una sola letra de las que en él se publiquen dejen de encaminarse a la defensa de la verdad y de la justicia

Con el periódico ya consolidado, el arzobispo escribió:

La Buena Prensa es todo un programa de lo que se puede y se debe hacer para cortar los vuelos a los periódicos malos y a los malos escritos, y para fomentar los periódicos sanos y los escritos provechosos. Sus ataques a la fe [los de la "prensa mala"], tan atrevidos en ocasiones, sus burlas y sarcasmos contra la piedad, por sólida que sea, sus críticas de las personas e instituciones religiosas, sus desdenes para todo lo que lleva la marca de lo divino, sus aplausos hechos a lo que la razón natural y la Iglesia condenan, obran de una manera funesta en los espíritus. [...] Porque los intereses de la Religión y de la patria son los mismos, esperamos que nuestras indicaciones no se relegarán al olvido.
Circular número 187. 15 de diciembre del 1900. Boletín del Arzobispado de Sevilla.

Spínola tenía mucho control sobre el periódico. Incluso los utensilios usados en él eran de su propiedad. Además, divulgó el periódico como el único que aplicaba la censura eclesiástica, con lo que evitaba las polémicas que suscitaban los periódicos católicos que trataban de política.
Los presbíteros del Oratorio de San Felipe Neri y seglares de la ciudad habían fundado en 1898 la Asociación Diocesana de Buenas Lecturas. En el año 1900 El Correo de Andalucía sacó una publicación coleccionable denominada La Buena Prensa. A raíz de esto, la Asociación Diocesana pasó a denominarse Asociación de la Buena Prensa. Decidieron que hubiese grupos en todas las ciudades de España. En 1901 ya eran 50 pueblos y 500 socios. En 1904 se celebró en Sevilla la Primera Asamblea Nacional de la Buena Prensa. La idea era que los periodistas católicos comentaran sus pareceres y que se discutiera sobre el fomento de las buenas lecturas. Hubo otra reunión en Zaragoza en 1908 y otra en Toledo en 1924. En Toledo, el cardenal primado decidió sustituir lo de "Buena" por "católica" y en 1925 se creó la Junta Nacional de Prensa Católica.
En 1910 se creó un periódico católico de tirada nacional llamado El Debate.

### Evolución histórica
Los últimos años de la dictadura de Franco se caracterizaron por grandes movilizaciones sindicales. En 1967 El Correo de Andalucía deja de suscribir el régimen franquista y empieza a apoyar a la oposición, haciendo algunas llamadas a la solidaridad obrera y defendiendo al sindicalista Marcelino Camacho Abad. En esta época, entre 1967 y 1969, El Correo de Andalucía estuvo dirigido por el periodista Rafael González Rojas que fue destituido por resultar lo suficientemente incómodo para el régimen y su censura, también en su versión más local o regional. Lo sustituyó en esta última fecha, el sacerdote José María Javierre, que era contrario a la censura. Siendo director José María Javierre, El Correo de Andalucía publicó la primera entrevista realizada a Felipe González después de ser elegido secretario general del PSOE en el congreso de Suresne, entrevista que realizó Juan Holgado Mejías. José María Javierre fue sustituido por Venancio Agudo, director nombrado por Editorial Católica, editora del diario madrileño "Ya".
Tras la marcha de Editorial Católica un Consejo de Administración presidido por don Juan Borrero Hortal se hizo cargo del periódico, nombrando a Federico Villagrán director, siendo en esta época cuando se produce la primera modificación técnica, al pasar del sistema de tipografía a offset.
La destitución de Federico Villagrán fue después de pasar por la cárcel por publicar una noticia referida al desembarco en la base naval de Rota de 7.500 marines americanos y en la que se preguntaba si el destino era Portugal, donde hacía pocos meses se había producido la Revolución de los Claveles. José María Requena Barrera, subdirector del periódico, se hizo cargo de la dirección.
A comienzos de 1976 el director de El Correo de Andalucía, José María Requena, fue acusado de un delito contra la seguridad del Estado por publicar una noticia que relataba el desalojo de unos trabajadores recluidos en la parroquia del barrio sevillano de La Corza por miembros de las Fuerzas de Orden Público y la posterior detención del "cura obrero" José Antonio Casasola.
El 14 de mayo de 1976 los directores de El Correo de Andalucía, José María Requena, y ABC de Sevilla, Joaquín Carlos López Lozano, declararon ante un juez por haber publicado el 8 de mayo informaciones relativas al acto de presentación del estatuto de autonomía de Andalucía, elaborado por miembros de la Alianza Socialista de Andalucía (ASA). El Ministerio Público procedió ex officio, pero no se encontraron indicios de culpabilidad y la causa fue sobreseída.
A finales de mayo de 1976, Requena fue llevado a declarar ante un juez acusado de nuevo de delitos contra la seguridad del Estado, por haber publicado el 21 de febrero información sobre la constitución de la Coordinación Democrática de Andalucía, que era un organismo unitario de oposición andaluz.
En marzo de 1977 se abrió juicio oral contra Requena por publicar unas fotografías de una explosión que hubo en los Jardines de Murillo en julio de 1976 en la que murieron dos personas. El cargo era un delito de desobediencia a la autoridad judicial, ya que el juez avisó de que esas fotografías no podían publicarse. No obstante, en mayo de 1977 Requena, el subdirector y el fotógrafo fueron indultados. Requena volvería a presentarse ante un juez en mayo por haber publicado el 31 de marzo un artículo de Manuel Jiménez de Parga titulado "El Supremo no ofrece garantías políticas".
El 29 de octubre de 1978 el periódico fue secuestrado judicialmente por publicar unas declaraciones del abogado sevillano José Antonio Salazar, procesado por el presunto delito de propaganda ilegal. Entre 1976 y 1984 coexistió con un diario vespertino publicado por la empresa matriz y dirigido por Javier Smith Carretero: Nueva Andalucía.
José María Requena fue sustituido por Ramón Gómez Carrión, quien a su vez fue sustituido por José María Javierre en una segunda etapa al frente del periódico. En febrero de 1986 el exdiputado de UCD Arturo Moya Moreno fue nombrado presidente de Editorial Sevillana, la empresa editora del diario El Correo de Andalucía. Hasta ese momento, la empresa había estado controlada totalmente por capital católico. En la operación mercantil, se reduce a un tercio la participación de los anteriores dueños, que eran el arzobispado de Sevilla, el obispado de Córdoba (ambos con pocas acciones) y la Editorial Católica (Edica), que publicaba el diario madrileño Ya. Los dos tercios restantes fueron a manos de Arturo Moya y de Emilio Martín, ligado a la empresa Mundicom, próxima al PSOE. En mayo de 1986 es nombrado director el periodista cordobés Manuel Gómez Cardeña.
Tras varios cambios de titularidad, el Grupo Prisa vendió su participación en 2007 al grupo industrial extremeño Alfonso Gallardo S.A. que creó una empresa editora con el nombre de El Correo de Andalucía S. L. Al frente del consejo editorial figuraba el expresidente de la Junta de Andalucía José Rodríguez de la Borbolla.

### Actualidad
En febrero de 1986 el exdiputado de UCD Arturo Moya Moreno fue nombrado presidente de Editorial Sevillana, la empresa editora del diario El Correo de Andalucía. Hasta ese momento, la empresa había estado controlada totalmente por capital católico. En la operación mercantil, se reduce a un tercio la participación de los anteriores dueños, que eran el arzobispado de Sevilla, el obispado de Córdoba (ambos con pocas acciones) y la Editorial Católica S. A. (Edica), que publicaba el diario madrileño Ya. Los dos tercios restantes fueron a manos de Arturo Moya y de Emilio Martín, ligado a la empresa Mundicom, próxima al PSOE. En mayo de 1986 es nombrado director el periodista cordobés Manuel Gómez Cardeña
Tras varios cambios de titularidad, el Grupo Prisa vendió su participación en 2007 al grupo industrial extremeño Alfonso Gallardo S.A. que creó una empresa editora con el nombre de El Correo de Andalucía S.L. Al frente del consejo editorial figuraba el expresidente de la Junta de Andalucía José Rodríguez de la Borbolla.
En el año 2013, y tras un periodo de crisis, El Correo de Andalucía fue adquirido por Morera & Vallejo Comunicación, propiedad del empresario sevillano Antonio Morera Vallejo, quien evitó que el periódico desapareciera. El precio fue de 1.200.000 €. El Grupo Morera & Vallejo incorporó a la marca, además, un canal de televisión (El Correo TV) y una cabecera deportiva (El Decano Deportivo).
En esta etapa ha recibido, entre otros premios, el Premio Andalucía de Periodismo de la Junta de Andalucía en 2017, Premio Empresa Andaluza Excelente en 2016, Premio al Mejor Diseño reconocido por la Society for News Design Capítulo Español, el Premio Internacional de la Fundación Biagio Agnes 2017, que reconocía la trayectoria y la capacidad de adaptarse a la era digital de El Correo de Andalucía, y el Premio Solidarios de la ONCE 2014. En 2018 Morera & Vallejo Comunicación cerró el canal de televisión, despidió a toda la redacción excepto a tres trabajadores y abandonó la edición impresa para ser un medio de comunicación digital realizado, casi exclusivamente, con notas de prensa y agencias.
El 29 de diciembre de 2023 se anuncia la compra de la cabecera por parte de Prensa Ibérica.